# Pico de Tancítaro
O pico de Tancítaro ou vulcão Tancítaro (em castelhano:  Volcán Tancítaro) é um estratovulcão no Eixo Neovulcânico, no México. É o ponto mais alto do estado de Michoacán, atingindo 3840 m de altitude.
O vulcão teve origem no Período Quaternário, produto de assentamentos de lava andesitários resultantes da intensa atividade geológica que este aparelho vulcânico tinha no passado. Supera em altitude a colina de Patambán localizada perto deste maciço vulcânico, e com uma proeminência topográfica de 1665 metros, é também um pico ultraproeminente.
As formas geológicas aqui encontradas fazem parte da atividade vulcânica que ocorre nesta área há meio milhão de anos, com o nascimento de um cone vulcânico mais jovem que é e do qual foi documentado em detalhe, o Paricutín. 

## Área natural
O vulcão encontra-se numa área protegida, considerada como um refúgio tanto para espécies animais como para espécies vegetais. Entre as principais espécies vegetais encontram-se florestas de oyamel, pinheiro e carvalho. A sua fauna é constituída por veados de cauda branca, armadillo, cacomixtle, raposa cinzenta, aves canoras e presas, bem como vários répteis. Já faltam espécies noutros locais do estado de Michoacán, daí muito importante a sua conservação e cuidado.
É também o lar de duas espécies endémicas de plantas, bem como de um dos mamíferos, bem como um passo muito importante para as ondas de algumas aves migratórias.
Estão em curso trabalhos para conservar essa reserva (cerca de 23.000 ha) através do Governo estadual, bem como as delegações da Secretaria do Ambiente e dos Recursos Naturais (SEMARNAT) na entidade; algumas universidades, como o Instituto de Ecologia da UNAM, que conduziram fóruns de discussão com todos os intervenientes para a conservação desta tão bela área protegida nacional, no entanto há uma grande rejeição de agricultores e aldeões para redimensionar o parque, bem como para definir as fronteiras. Existe também uma grande recusa de que o Semarnat estabeleça um regulamento através de um Conselho de Curadores para a conservação do parque; mas o que é importante é que as autoridades dos três níveis de governo apoiam e estão dispostas a recuperar o parque devido à importância que representa.